# Cichlasoma atromaculatum
Cichlasoma atromaculatum is een straalvinnige vissensoort uit de familie van cichliden (Cichlidae). De wetenschappelijke naam van de soort is voor het eerst geldig gepubliceerd in 1912 door Regan.